# Emile Santiago
Emile Santiago (Bloomsburg, 21 de fevereiro de 1899 — 23 de junho de 1995) é um figurinista estadunidense. Venceu o Oscar de melhor figurino na edição de 1954 por The Robe, ao lado de Charles LeMaire.